# Ауэзов (посёлок)
Ауэзов (каз. Әуезов; до 1997 года — Бакырчик) — посёлок городского типа в Жарминском районе Абайской области Казахстана. Административный центр Ауэзовской поселковой администрации. Находится примерно в 42 км к востоку от города Чарска, севернее села Калбатау, на правом берегу реки Кызылсу. Код КАТО — 634435100.
Основан в 1944 году. Переименован в честь казахского писателя М. О. Ауэзова. Имеется рудник, горно-обогатительная фабрика.
В октябре 2017 года в посёлке в честь 120-летия писателя был установлен памятник Мухтару Ауэзову.
В посёлке проживал Герой Советского Союза Иван Иосифович Варепа который участвовал в Великой Отечественной Войне. В посёлке в честь Ивана Варепы названа (переименована) улица которая раньше называлась Первомайской.
```
В посёлке ежегодно проводиться и отмечается День Металлурга, его проводят в середине июля, за несколько дней до самого праздника, в этот день в посёлок приезжают много знаменитых людей Казахстана, под конец мероприятия запускается фейерверк.
```

## Экономика
На территории посёлка находится одно из крупнейших месторождений золота Казахстана (2-е место) и мира (6-е место). Его разработкой занимается ТОО «Бакырчикское горнодобывающее предприятие», являющееся дочерним предприятием российской компании Полиметалл (с 2024 года Solidcore Resources plc).

## Население
В 1999 году население посёлка составляло 3993 человека (1931 мужчина и 2062 женщины). По данным переписи 2009 года, в посёлке проживало 2618 человек (1275 мужчин и 1343 женщины). По данным переписи 2021 года, в посёлке проживало 2766 человек. 